# Сан Тома (Виченца)
Сан Тома је насеље у Италији у округу Виченца, региону Венето.
Према процени из 2011. у насељу је живело 109 становника. Насеље се налази на надморској висини од 25 м.